# Jezioro Skrzyneckie
Jezioro Skrzyneckie – jezioro w Polsce w województwie kujawsko-pomorskim, w powiecie włocławskim, w gminie Baruchowo, leżące w pobliżu wsi Skrzynki, na terenie Kotliny Płockiej.

## Dane morfometryczne
Powierzchnia zwierciadła wody wynosi 26,8 ha.
Zwierciadło wody położone jest na wysokości 73,8 m n.p.m. Średnia głębokość jeziora wynosi 5,8 m, natomiast głębokość maksymalna 10,5 m.
Na podstawie badań przeprowadzonych w 2001 roku wody jeziora zaliczono do II klasy czystości i II kategorii podatności na degradację.

## Hydronimia
Według urzędowego spisu opracowanego przez Komisję Nazw Miejscowości i Obiektów Fizjograficznych (KNMiOF) nazwa tego jeziora to Jezioro Skrzyneckie.